# Abdelkader Benali
Œuvres principales
- Bruiloft aan zee

Abdelkader Benali, né à Ighzazene (Maroc) le 25 novembre 1975, est un écrivain, présentateur, journaliste et poète néerlandais.

## Biographie
Benali naît à Ighazzazen, dans les montagnes du Rif avant de rejoindre son père en Europe à l'âge de quatre ans à Rotterdam aux Pays-Bas. Quelques mois plus tard, il s'installe à Amsterdam. En dehors des romans et les théâtres, Benali écrit également des articles dans les médias Algemeen Dagblad, Groene Amsterdammer, Esquire, De Volkskrant, Passionate Magazine ou encore Vrij Nederland. Son premier roman Bruiloft aan zee est nommé en 1997 pour le prix Libris à Paris Il remporte ce même prix six ans plus tard, en 2003 pour son ouvrage De Langverwachte.
Lors de la guerre israélo-libanaise en 2006, Benali est en direct des territoires en guerres en tant que reporter pour le média Vrij Nederland. En 2010, il est le présentateur principal avec Jan Mulder pour le programme Wereldkampioen van Afrika door Afrika, à l'occasion de la Coupe du monde de football 2010 en Afrique du Sud. 
En 2010, Benali présente le programme De schrijver en de stad sur la chaîne de télévision néerlandaise NPS. En 2011, il sort la série Benali Boekt qui consiste à interviewer tous les écrivains néerlandais, les plus connus, notamment : Ramsey Nasr, Leon de Winter, Doeschka Meijsing, Tommy Wieringa, Thomas Rosenboom et Connie Palmen. A l'occasion de la deuxième saison, sortie en 2012, il interview également Jan Wolkers, Maarten 't Hart, Tim Krabbé, Tessa de Loo, Anna Blaman et J. Bernlef.
En juin 2017, Benali devient officiellement un jury du prix Libris littérature de Paris de l'édition 2018. Il se lance également dans des études de professeur culturel à l'Université technique de Delft.

## Distinctions
- 1997 : Vainqueur du prix Geertjan Lubberhuizenprijs
- 1997 : Nommé pour le prix Libris Paris
- 1999 : Vainqueur du Prix de Meilleur Premier Roman Etranger
- 2003 : Vainqueur du prix Libris Paris
- 2020 : Vainqueur du prix Gouden Ganzenveer[14],[15]

## Vie privée
Abdelkader Benali est marié et possède un appartement à Tanger, au nord du Maroc. Il réside aux Pays-Bas.